# Marcin Kopiec
Marcin Kopiec (ur. 12 listopada 1843 roku w Starej Wsi, zm. 5 października 1919 roku w Warszawie) – polski działacz narodowy, pisarz, poeta ludowy, badacz dziejów Śląska.

## Życiorys
Był synem Antoniego i Karoliny z Sowów. Po wczesnej utracie rodziców przeszedł pod opiekę Floriana Foicika, przyjaciela rodziny. Ukończył szkołę elementarną w Starej Wsi oraz Królewskie Gimnazjum Ewangelickie w Raciborzu, uczył się również w Seminarium Nauczycielskim w Pyskowicach. Był uczestnikiem powstania styczniowego. Po powstaniu przebywał w Berlinie, gdzie kształcił się w zakresie ekonomii i rachunkowości, brał też udział w polskim ruchu narodowym, będąc m.in. jednym ze współtwórców Towarzystwa Insurgentów. Następnie zamieszkiwał we Wrocławiu. Związany był tam z Towarzystwem Polskich Górnoślązaków, a w 1892 pomagał w zakładaniu Towarzystwa Akademików Górnoślązaków, którego w 1897 roku stał się honorowym członkiem. W okresie Kulturkampfu uczestniczył w organizacji wieców politycznych na Górnym Śląsku. Od lat 70. XIX wieku mieszkał w Warszawie i pracował jako urzędnik w Zakładach Gazowych. Będąc w Warszawie rozwinął swoją działalność pisarską. Utrzymywał kontakty z wieloma znanymi pisarzami oraz działaczami narodowymi na Górnym Śląsku, związany był z kilkoma organizacjami. W roku 1914 został wiceprezesem Towarzystwa Sierot Archikonfraterni Literackiej, działał i współpracował także z Towarzystwem Opieki nad Zabytkami Przeszłości i Towarzystwem Macierzy Szkolnej. Utrzymywał stały kontakt z Górnym Śląskiem, angażował się w różne akcje na rzecz tamtejszego ruchu polskiego, m.in. w czasie klęski głodu współorganizował zbiórkę i wysyłkę darów z Królestwa Polskiego.
Jego twórczość związana była ze Śląskiem i miała charakter pisarstwa ludowego, wydał również wiele wierszy oraz publikacji historycznych. Wiele jego artykułów ukazało się na łamach prasy, m.in. w "Nowinach Raciborskich", "Gazecie Opolskiej" oraz "Dzwonku Częstochowskim". Miewał jednak tendencje do fabularyzowania, podawał także błędne dane. Był również autorem pamiętników, które zaginęły w czasie II wojny światowej.